# Adela Legarreta Rivas
Adela Legarreta Rivas (Guadalajara, Jalisco, 10 de agosto de 1917-Ciudad de México, 29 de abril de 1979) fue una empleada bancaria mexicana. Luego de haber sido atropellada en 1979, la fotografía de su cuerpo, tomada por el fotógrafo de nota roja Enrique Metinides, obtuvo reconocimiento como una de las obras más reconocidas del antedicho retratista.
En 2012, su imagen fue una de las 101 que fueron recopiladas para el fotolibro de Metinides, 101 tragedias de Enrique Metinides. Además, ha sido destacada en museos de arte nacionales e internacionales, entre ellos el Museo Universitario Arte Contemporáneo, el Museo del Estanquillo, y el MoMA.

## Biografía
Adela Legarreta Rivas nació el 10 de agosto de 1917 en Guadalajara, Jalisco, siendo hija del ingeniero Manuel G. Legarreta, y de la ama de casa Luisa Rivas Remus.
De acuerdo a su acta de defunción, era soltera y se desempeñaba como empleada bancaria. En adición, también se ha relatado que trabajó como periodista y escritora, y que incluso publicó libros, pero estos datos no han podido ser corroborados fiablemente.

## Muerte
El 29 de abril de 1979, Legarreta se hallaba en la colonia Roma Norte, Cuauhtémoc, Ciudad de México, cruzando la avenida Chapultepec por la calle Monterrey, cuando ocurrió un choque entre dos automóviles, uno de los cuales derrapó y salió disparado hacia ella. No se tiene certeza absoluta de cómo sucedió la colisión, ni de cómo fue el impacto que recibió, pero este fue tan fuerte que terminó siendo arrojada contra un poste y parte de su cuerpo fue mutilado. Las lesiones y el cercenamiento le provocaron una muerte instantánea a los 61 años de edad.
Sus restos fueron enterrados en el Nuevo Panteón Jardín, ubicado en la misma ciudad.

### Versiones alternas
Existen versiones no confirmadas del día de su muerte, en las que se relatan conjeturas que no han sido verificadas fidedignamente. Algunas aseguran que había salido de un salón de belleza, mientras que otras dicen que apenas se dirigía a uno. Según lo relatado, había ido a arreglarse porque asistiría a la presentación de un supuesto libro que había escrito. En tornó a su muerte, se explica que acabó «prensada» contra dos postes de luz; no obstante, en las imágenes se aprecia que su cadáver únicamente terminó reposando sobre uno, más no siendo estrujada por los dos.

## Legado
Tras el accidente, mientras su cadáver aún yacía en la vía pública, el fotógrafo Enrique Metinides, conocido por sus trabajos de nota roja, se hizo presente y capturó la escena. Su retrato de Legarreta se convirtió en uno de sus más reconocidos, llegando a ser descrito como «emblemático». Existe una toma fotográfica alterna del suceso capturada desde otro ángulo, pero se desconoce si fue tomada por Metinides o por otro retratista.
La trascendencia de su fotografía se debió a los elementos presentes; como el hecho de que Legarreta se viera bien arreglada y maquillada, la posición en la que su cuerpo terminó luego de fallecer, sus ojos abiertos mirando en dirección al cielo, la luz del sol iluminando su rostro, y el paramédico detrás de ella a punto de cubrirla con lo que parece ser una sabana o abrigo. Dichos componentes hicieron que la imagen consiguiera una estética remezclada con la muerte y la belleza de la misma.
Su obra y la escena en sí han sido fuente de inspiración para otros artistas. Ha sido referenciada en libros como Flor de un árbol raro (2021) y Las muertes posibles (2021); también se han realizado pinturas de la misma, e igual ha sido recreada para películas y publicaciones, tal y como se hizo en la secuencia inicial de la cinta mexicana Desaparecer por completo (2022), donde fue interpretada por la actriz Ivette Aguilera, y en la edición número ocho de la revista británica A Rabbit’s Foot (2024), donde fue personificada por la artista y cineasta Nadia Lee Cohen.